# Bristol Premier Combination
The Bristol Premier Combination är en engelsk fotbollsliga grundad 1957. 
Den har två divisioner, Bristol Premier Combination Premier Division och Bristol Premier Combination Division One. Toppdivisionen Premier Division ligger på nivå 12 i det engelska ligasystemet. Den är en av tre matarligor till the Gloucestershire County League.

## Mästare
| Säsong  | Premier Division                  | Division One                      |
| ------- | --------------------------------- | --------------------------------- |
| 2002-03 | Bitton FC Reserves                |                                   |
| 2003-04 | Sea Mills Park                    | Longshore                         |
| 2004-05 | Hallen FC Reserves                | Brimsham Green                    |
| 2005-06 | Hanham Athletic FC                | Chipping Sodbury                  |
| 2006-07 | Nicholas Wanderers                | Winterbourne United FC Reserves   |
| 2007-08 | Chipping Sodbury                  | Mendip United                     |
| 2008-09 | Mendip United                     | Longwell Green Sports FC Reserves |
| 2009-10 | Longwell Green Sports FC Reserves | Seymour United                    |
| 2010-11 | Mendip United                     | Totterdown United                 |